# Diplophos proximus
Espèce
Diplophos proximus est une espèce de poissons de l'infra-classe des téléostéens (Teleostei).